# Damalis annulata
Damalis annulata är en tvåvingeart som beskrevs av Friedrich Hermann Loew 1858. Damalis annulata ingår i släktet Damalis och familjen rovflugor. Inga underarter finns listade i Catalogue of Life.